# Новояушево (Федоровський район)
Новояу́шево (рос. Новояушево, башк. Яңы Яуыш) — село у складі Федоровського району Башкортостану, Росія. Входить до складу Бала-Четирманської сільської ради.
Населення — 350 осіб (2010; 422 в 2002).
Національний склад:
- башкири — 98%

## Видатні уродженці
- Ішкулов Гатіят Абдулович — Герой Радянського Союзу.